# Галеота (Напуљ)
Галеота је насеље у Италији у округу Напуљ, региону Кампанија.
Према процени из 2011. у насељу је живело 158 становника. Насеље се налази на надморској висини од 146 м.